# Saugus (Massachusetts)
Saugus é uma vila localizada no condado de Essex no estado estadounidense de Massachusetts. No Censo de 2010 tinha uma população de 26.628 habitantes e uma densidade populacional de 871,28 pessoas por km².

## Geografia
Saugus encontra-se localizado nas coordenadas 42° 28′ 06″ N, 71° 00′ 50″ O. Segundo o Departamento do Censo dos Estados Unidos, Saugus tem uma superfície total de 30.56 km², da qual 27.96 km² correspondem a terra firme e (8.53%) 2.61 km² é água.

## Demografia
Segundo o censo de 2010, tinha 26.628 pessoas residindo em Saugus. A densidade populacional era de 871,28 hab./km². Dos 26.628 habitantes, Saugus estava composto pelo 91.93% brancos, o 2.07% eram afroamericanos, o 0.15% eram amerindios, o 2.67% eram asiáticos, o 0.01% eram insulares do Pacífico, o 1.61% eram de outras raças e o 1.55% pertenciam a duas ou mais raças. Do total da população o 4% eram hispanos ou latinos de qualquer raça.